# Pseudosoloe n'tebi
Pseudosoloe n'tebi är en fjärilsart som beskrevs av Bethune-Baker 1911. Pseudosoloe n'tebi ingår i släktet Pseudosoloe och familjen mätare. Inga underarter finns listade.